# Czerno
Czerno – wieś w Polsce położona w województwie łódzkim, w powiecie piotrkowskim, w gminie Gorzkowice.
W latach 1975–1998 miejscowość administracyjnie należała do województwa piotrkowskiego.
W 2021 liczyła 205 mieszkańców.

## Zabytki
Według rejestru zabytków Narodowego Instytutu Dziedzictwa na listę zabytków wpisany jest obiekt:
- kaplica pw. Świętej Trójcy, XVII w.[5][6][7], nr rej.: 157-IX-3 z 2.05.1947 i z 24.01.1962

W gminnej ewidencji zabytków gminy Gorzkowice znajduje się także układ przestrzenny w Czernie – wieś sznurowa (rzędówka) z 1335.